# Фауна Кокосовых островов
Сухопутная фауна Кокосовых (Килинг) островов закономерно бедная из-за небольшой площади суши островов, отсутствия разнообразных мест обитания и их изоляции от больших массивов суши. Однако фауна, зависящая от морских ресурсов, намного богаче.

## Птицы
В качестве небольшой и изолированной группы островов на двух атоллах, расположенных в 24 км друг от друга в восточной части Индийского океана, число видов постоянных наземных птиц (в отличие от морских птиц и куликов) очень мала. Они включают в себя эндемический подвид полосатого пастушка, ввезенной зелёной джунглевой курицы и обыкновенной цесарки, белогрудого погоныша, восточной рифовой цапли, каледонской кваквы и интродуцированной белоглазки белолобой. Четыре других интродуцированных вида вымерли на островах. Изредка регистрировалось несколько других видов наземных птиц, но ни одна из них не основала гнездящуюся популяцию.
Мигрирующие кулики, зарегистрированные на островах, включают как перелетных, так и залетных птиц. Там никто не размножается. Тем не менее, Северный Килинг имеет большое значение для размножения морских птиц, с большим количеством красноногих олуш, больших фрегатов и фрегатов Ариель, обыкновенных глупых и белых крачек. Другие размножающиеся морские птицы включают клинохвостых буревестников, голуболицых олуш, бурых олуш, краснохвостых и белохвостых фаэтонов и темных крачек. Не исключено, что здесь также гнездится и тринидадский тайфунник.
Предположительно, до заселения островов человеком в XIX веке морские птицы размножались на обоих атоллах. Однако с заселением человеком и ввозом грызунов на южный атолл, значительные колонии морских птиц теперь ограничены только северным атоллом Северного Килинга. Хотя жители Кокосовых островов регулярно посещали Северный Килинг для сбора морских птиц, эта практика в значительной степени прекратилась с созданием Национального парка Пулу Килинг в 1995 году.

### Список птиц
- Фазановые
  - Банкивская джунглевая курица, Gallus gallus — одичавшая домашняя птица
  - Зелёная джунглевая курица, Gallus varius — ввезена, размножение
  - Обыкновенная цесарка, Numida meleagris — ввезена, размножение
- Утиные
  - Серая кряква, Anas superciliosa — залетный вид
  - Чирок-свистунок, Anas crecca — залетный вид[1]
  - Австралийский нырок, Aythya australis — залетный вид
- Буревестниковые
  - Тайфунник Бульвера, Bulweria bulwerii — залетный вид
  - Тринидадский тайфунник, Pterodroma arminjoniana — возможно разведение
  - Клинохвостый буревестник, Ardenna pacificus — размножение
- Альбатросовые
  - Желтоклювый альбатрос, Thalassarche chlororhynchos — залетный вид
- Фаэтоны
  - Белохвостый фаэтон, Phaethon lepturus — размножение
  - Краснохвостый фаэтон, Phaethon rubricauda — размножение
- Олушевые
  - Голуболицая олуша, Sula dactylatra — размножение
  - Бурая олуша, Sula leucogaster — размножение
  - Красноногая олуша, Sula sula — размножение
- Баклановые
  - Большой баклан, Phalacrocorax carbo — залетный вид
  - Малый чёрный баклан, Phalacrocorax sulcirostris — залетный вид
  - Малый пёстрый баклан, Phalacrocorax melanoleucos — залетный вид
- Фрегаты
  - Рождественский фрегат, Fregata andrewsi — залетный вид
  - Фрегат Ариель, Fregata ariel — размножение
  - Большой фрегат, Fregata minor — размножение
- Цаплевые
  - Большая белая цапля, Ardea alba — залетный вид
  - Египетская цапля, Ardea ibis — залетный вид
  - Средняя белая цапля, Ardea intermedia — залетный вид[1]
  - Белокрылая цапля, Ardeola bacchus — залетный вид
  - Зелёная кваква, Butorides striatus — залетный вид
  - Малая белая цапля, Egretta garzetta — размножение?
  - Белощёкая цапля, Egretta novaehollandiae — залетный вид
  - Восточная рифовая цапля, Egretta sacra — размножение
  - Береговая цапля, Egretta gularis — залетный вид
  - Каледонская кваква, Nycticorax caledonicus — размножение
  - Обыкновенная кваква, Nycticorax nycticorax — залетный вид
  - Чёрный волчок, Ixobrychus flavicollis — залетный вид[1]
  - Китайский волчок, Ixobrychus sinensis — залетный вид[1]
- Ибисовые
  - Каравайка, Plegadis falcinellus — залетный вид
- Фламинговые
  - Красный фламинго, Phoenicopterus ruber — залетный вид
- Ястребиные
  - Австралийский болотный лунь, Circus approximans — залетный вид
  - Короткопалый ястреб, Accipiter soloensis — залетный вид[1]
  - Малый перепелятник, Accipiter gularis — залетный вид[1]
- Соколиные
  - Седобородая пустельга, Falco cenchroides — залетный вид
- Пастушковые
  - Белогрудый погоныш, Amaurornis phoenicurus — размножение
  - Полосатый пастушок, Gallirallus philippensis andrewsi — Эндемический подвид
  - Рогатая камышница, Gallicrex cinerea — залетный вид[1]
- Бекасовые
  - Перевозчик, Actitis hypoleucos — постоянный посетитель
  - Камнешарка, Arenaria interpres — постоянный посетитель
  - Острохвостый песочник, Calidris acuminata — залетный вид
  - Песчанка, Calidris alba — залетный вид
  - Краснозобик, Calidris ferruginea — залетный вид
  - Песочник-красношейка, Calidris ruficollis — залетный вид
  - Исландский песочник, Calidris canutus — залетный вид[1]
  - Большой песочник, Calidris tenuirostris — залетный вид
  - Азиатский бекас, Gallinago stenura — залетный вид
  - Пепельный улит, Heteroscelus brevipes — залетный вид
  - Малый веретенник, Limosa lapponica — залетный вид
  - Большой веретенник, Limosa limosa — залетный вид[1]
  - Кроншнеп-малютка, Numenius minutus — залетный вид
  - Средний кроншнеп, Numenius phaeopus — постоянный посетитель
  - Большой улит, Tringa nebularia — постоянный посетитель
  - Травник, Tringa totanus — постоянный посетитель
  - Круглоносый плавунчик, Phalaropus lobatus — залетный вид
- Шилоклювковые
  - Ходулочник австралийский, Himantopus himantopus leucocephalus — залетный вид
- Ржанковые
  - Большеклювый зуёк, Charadrius leschenaultii — постоянный посетитель
  - Восточный зуёк, Charadrius veredus — залетный вид
  - Бурокрылая ржанка, Pluvialis fulva — постоянный посетитель
  - Тулес, Pluvialis squatarola — залетный вид
- Тиркушковые
  - Восточная тиркушка, Glareola maldivarum — залетный вид
- Чайковые
  - Обыкновенная глупая крачка, Anous stolidus — размножение
  - Малая глупая крачка, Anous tenuirostris — залетный вид
  - Белокрылая крачка, Chlidonias leucopterus — залетный вид
  - Белая крачка, Gygis alba — размножение
  - Бурокрылая крачка, Onychoprion anaethetus — залетный вид
  - Тёмная крачка, Onychoprion fuscatus — размножение
  - Речная крачка, Sterna hirundo — залетный вид
  - Большая хохлатая крачка, Thalasseus bergii — залетный вид
  - Бенгальская крачка, Thalasseus bengalensis — залетный вид[1]
  - Мекранская крачка Sternula saundersi — залетный вид
- Голубиные
  - Тёмный плодоядный голубь, Ducula whartoni — ввезеный, вымерший
- Кукушковые
  - Большая ястребиная кукушка, Hierococcyx sparverioides — залетный вид[1]
  - Cuculus saturatus, Cuculus saturatus — залетный вид
  - Индийская кукушка, Cuculus micropterus — залетный вид[1]
  - Коэль, Eudynamys scolopaceus — залетный вид[1]
- Совиные
  - Малайский рыбный филин, Ketupa ketupu — залетный вид
- Настоящие козодои
  - Козодои род, Caprimulgus — залетный вид
- Стрижиные
  - Белопоясничный стриж, Apus pacificus — залетный вид
  - Салангана-водорослеед, Collocalia fuciphaga — залетный вид
  - Иглохвостый стриж, Hirundapus caudacutus — залетный вид
- Зимородковые
  - Белошейная альциона, Todiramphus chloris — залетный вид
- Щурковые
  - Радужная щурка, Merops ornatus — залетный вид
- Сизоворонковые
  - Восточный широкорот, Eurystomus orientalis — залетный вид
- Трясогузковые
  - Горная трясогузка, Motacilla cinerea — залетный вид
  - Жёлтая трясогузка, Motacilla flava — залетный вид
- Воробьиные
  - Рисовка, Padda oryzivora — ввезеный, вымерший
- Ткачиковые
  - Азиатский золотой ткач, Ploceus hypoxanthus — ввезеный, вымерший
- Ласточковые
  - Деревенская ласточка, Hirundo rustica — постоянный посетитель
  - Восточный воронок, Delichon dasypus — залетный вид
- Белоглазковые
  - Белолобая белоглазка, Zosterops natalis — ввезеный, размножение
- Дроздовые
  - Горный дрозд, Turdus poliocephalus erythropleurus — ввезеный, вымерший
- Мухоловковые
  - Ширококлювая мухоловка, Muscicapa dauurica — залетный вид[1]
  - Синяя мухоловка, Cyanoptila cyanomelana — залетный вид[1]
- Скворцовые
  - Розовый скворец, Pastor roseus — залетный вид

## Млекопитающие
Местных млекопитающих нет. Два вида грызунов, домовая мышь и черная крыса были ввезены на южный атолл, но отсутствуют на Северном Килинге. Кролики были ввезены, но вымерли. Были представлены два вида азиатских оленей, Индийский мунтжак (Muntiacus muntjak) и Индийский замбар (Cervus unicolor), но они не сохранились. Морские млекопитающие, зарегистрированные на берегу или увиденные случайно, включая острова:
- Сирены
  - Дюгонь, Dugong dugon — видели в лагуне южного атолла
- Китообразные
  - Афалина, Tursiops truncatus — замечен регулярно
  - Дельфин-белобочка, Delphinus delphis — замечен регулярно
  - Гринды, Globicephala род
  - Горбатый кит, Megaptera novaeangliae
  - Клюворыл, Ziphius cavirostris
  - Кашалот, Physeter macrocephalus

## Пресмыкающиеся
Наземные пресмыкающиеся включают в себя трех гекконов и слепозмейку, все из которых, возможно, были непреднамеренно доставлены на острова людьми:
- Гекконы
  - Траурный геккон, Lepidodactylus lugubris
  - Тихоокеанская гехира, Gehyra mutilata
  - Полупалый домовой геккон, Hemidactylus frenatus
- Слепозмейки
  - Слепун браминский, Typhlops braminus

Включая морских пресмыкающихся:
- Морские змеи
  - Двухцветная пеламида, Pelamis platurus
  - Желтогубый плоскохвост, Laticauda colubrina
- Chelonioidea
  - Зелёная черепаха, Chelonia mydas — размножение
  - Бисса, Eretmochelys imbricata
  - Оливковая черепаха, Lepidochelys olivacea
  - Логгерхед, Caretta caretta
  - Кожистая черепаха, Dermochelys coriacea

## Рыбы
Около 500 видов рыб были зарегистрированы вокруг островов.